# ریمند (آیووا)
ریمند (به انگلیسی: Raymond) شهری در ایالت آیووا کشور ایالات متحده آمریکا است که جمعیت آن در سرشماری سال ۲۰۱۰ میلادی، ۷۸۸ نفر بوده‌است.